# Dictyna sinaloa
Dictyna sinaloa is een spinnensoort in de taxonomische indeling van de kaardertjes (Dictynidae).
Het dier behoort tot het geslacht Dictyna. De wetenschappelijke naam van de soort werd voor het eerst geldig gepubliceerd in 1942 door Willis John Gertsch & Louie Irby Davis.